# Ford C-Max Energi
O C-Max Energi é um automóvel híbrido plug-in produzido pela Ford e lançado nos Estados Unidos em outubro de 2012. Até novembro de 2012 foram vendidas 1.403 unidades, tornando-se o quarto veículo híbrido plug-in mais vendido nos Estados Unidos nesse mês.
O C-Max Energi tem um motor a gasolina de 2,0 litros e um motor elétrico alimentado por una bateria de ião de lítio que armazena até 7,6 kWh de energia, permitindo uma autonomia de até 34 quilômetros em modo 100% elétrico. A Agência de Proteção Ambiental dos Estados Unidos (EPA) estabeleceu que a economia de combustível do C-Max Energi em modo elétrico é de 100 milhas por galão de gasolina equivalente (MPG-e) (2.4 L/100 km) em funcionamento combinado, 108 MPG-e (2.2 L/100 km) para cidade e 92 MPG-e (2.6 L/100 km) em estrada. Operado em modo híbrido, a EPA estabeleceu uma economia de combustível de 43 milhas por galão (5.5 L/100 km).